# Герб Кыргыдайского наслега
Герб муниципального образования сельское поселение «Кыргыдайский наслег» Вилюйского улуса Республики Саха (Якутия) Российской Федерации.
Герб утверждён решением Кыргыдайского наслежного Совета депутатов № 42 от 30 мая 2010 года.
Герб внесён в Государственный геральдический регистр Российской Федерации под регистрационном номером 6589.

## Описание герба
«В зелёном поле на лазоревой, нитевидно окаймлённой золотом оконечности выходящее золотое сэргэ (коновязь в виде столба с фигурной выточкой вверху), увенчанное золотым же хумусом (варганом), подвижной частью вверх, и сопровождаемое положенными дугой и обращенными вовне тройными серебряными листами».